# Pramet
Pramet – gmina w Austrii, w kraju związkowym Górna Austria, w powiecie Ried im Innkreis. Liczy 1004 mieszkańców (1 stycznia 2015).